# Sak yant

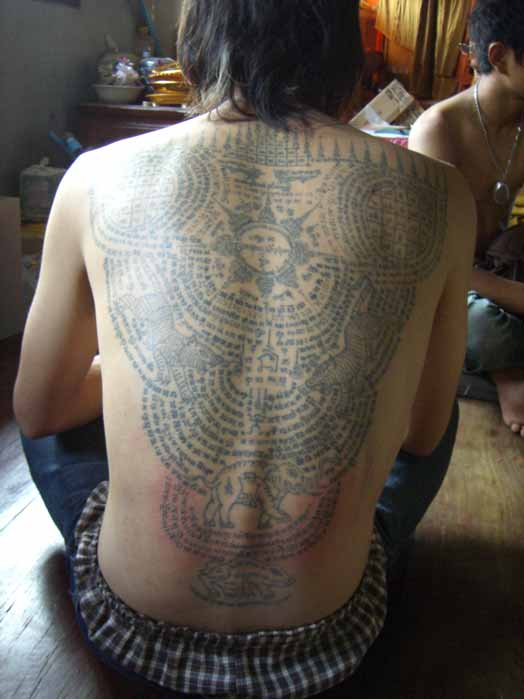
Thaiföldi jantra tetoválás

A sak yant vagy jantra tetoválás, más néven a buddhista tetoválás, elsősorban a théraváda buddhizmust követő hívők között terjedt el.
Ez a tetoválás soha nem díszítő jellegű, hanem egy buddhista beavatás fizikai megnyilvánulása, ezáltal védelem érhető el szellemi és fizikai síkon is. A szerzetesek szerint több mint 2000 éves hagyomány, amely Buddha (Gautama Sziddhártha) révén terjedt el.

## Elnevezés
Az elnevezés eredetére két változat is ismert:
- sak = szent, yant (yantra) = a mantra fizikai megjelenése.
- sak yant a sákja törzsre utal vissza, melyből Gautama származott.

Egyes elméletek szerint ez a sákja törzs beavatási jele, ami már Buddha előtt is létezett, de abban sokan egyetértenek, hogy Buddha adta beavatásként tanítványainak.(Gao yord, kilenc torony)
Az ábrázolásban sokszor találunk szent szövegeket, melyeket páli nyelven és általában khmer abc-vel írnak. (a pálinak nincs saját abc-je) Ezen szövegek olvasására, értelmezésére csak szerzetesek képesek.

## A beavató identitása
A hagyomány szerint három kaszt adhatja a beavatást a saját kasztjának, (nekik is el kell érniük bizonyos szellemi szintet csak azután tehetik), a brahmin papok, a buddhista szerzetesek és a harcosok.
Az eredeti tattoo igen ritka "farangok" közt, mivel sokan próbálnak megélni abból Ázsiában, hogy "sak yant" adnak nyugatiaknak borsos áron. A több ezer dolláros ár igen gyakori. Ez a beavatás nem jár mindenkinek, csak mert fizetett érte, és ha többe kerül, mint néhány ezer forint (amit Buddhának ajánlanak fel) valószínű, hogy csak díszítő jellege lesz.

## Külső hivatkozások
- sak-yant.com
- YouTube
- YouTube